# 相 (考古学)
相（そう、英: Phase、西: fase）は、考古学の学問的方法によっ
て把握された文化的文脈ないし枠組み、内容の理論的な縮図、遺跡を見たときに層位的にも遺構の集合やそれに伴う遺物が同時期の文化的な広がりとして把握しうる理論的な状態のことを言うが、一般的に考古学上の用語として、土器など遺物の器種、形式の組み合わせ（アッセンブリッジ;assemblage）などによってその時代の特徴を様相としてとらえた(時期)区分名として使われる場合が多い。遺跡を「期」(era,period)や「段階」(stage)などの時間軸を表す時期区分とことなり、一遺跡の遺構や遺物が表す文化の様相を時系列順に配列することによって、結果として時期区分の名称となる。
具体的には、土器様式、土器複合を表現する名称に相の名称が用いられたり、その遺跡の編年を考える場合に「期」や「段階」という表現が適当でないと判断される場合に、相が存在した時代を表す時期区分の名称として用いられる。
方法論的には、ある遺跡を調査した場合に「相」として把握できる遺構・遺物の状態が空間的に整合性をもって他の遺跡でも把握できるのが理想的であるが、各遺跡ごとに「相」の内容が微妙に異なっている場合があったり、同じ「相」とはいいきれない場合があり、時期も微妙に食い違うことがありうる。そのため遺跡ごとに設定することが可能である意味では、その遺跡の調査担当者にとっては調査の客観性、遺跡の個別性を位置づけるのに都合がよい。
一方で、同じような文化の様相をもつ遺跡同士は、時期的にも内容的にも遺構や遺物から読み取れる文化の様相が同じであったり近かったりすることがありうる。しかし、前述したように遺跡ごとに調査担当者が「相」を設定しうることからその「相」の示す意味内容がわからなくなって、共時的、空間的に共通性を把握するのが困難となる。
層位学的に考えた場合、ある遺跡のある「相」が、それ以前の「相」を平面的に削って、その古い「相」が把握できなくても、その古い「相」の特定の要素が、例えば土器片などで新しい「相」のものとは考えられない要素として把握できた場合、本来新しい「相」の下層にあるべきものが、その新しい「相」の時期にその新しい「相」によって削られるようなことも確認できる場合がある。